# Cristián Álvarez
Cristián Álvarez Valenzuela (Curicó, Región del Maule, 20 de enero de 1980) es un exfutbolista chileno. Jugaba como defensa en Universidad Católica de la Primera División de Chile.

## Trayectoria

### Universidad Católica
Llegó en 1993 a probarse a Universidad Católica junto a su hermano Iván, luego que los captadores de la UC lo vieran jugar en un campeonato en su natal Curicó. Pasó tres años viajando a Santiago a entrenar y jugar por los Cruzados, no fue hasta 1996 que finalmente se trasladó a vivir a Santiago. Para 1997 debutó en el plantel profesional, disputó 31' minutos con tan solo 17 años en el triunfo por 4 a 1 ante Colo Colo (En ese duelo alinearon juveniles debido a una huelga de futbolistas). 
Llegando 1999 se hace oficialmente con una camiseta oficial en el planten de honor del equipo cruzado. Participó en sólo 10 partidos oficiales hasta el campeonato nacional chileno del año 2000, en donde jugó 23 partidos con 2 goles convertidos, junto a 21 encuentros disputados en el año 2001.
El año 2002 obtuvo la titularidad en el plantel cruzado, siendo campeón del Torneo de Apertura, en la final después de un empate 1:1 en la ida, se coronó campeón con el club tras derrotar en la revancha por 4:0 a Rangers de Talca en San Carlos de Apoquindo, Álvarez jugó 43 partidos y convirtió 2 goles en la campaña. En ese mismo torneo puso su nombre en lo más alto de la historia Cruzada. Fue un día 12 de octubre, mientras se jugaba la edición 145.ª del clásico universitario frente a Universidad de Chile y tras una lesión del arquero titular Jonathan Walker. El técnico Juvenal Olmos no contaba con más cambios, así fue como Álvarez fue quién se ofreció para ponerse bajo los 3 palos. 71' minutos habían pasado. Cuando con camiseta y guantes prestados, Cristián logra detener el tiro penalti del goleador azul Pedro González. dejando el partido 1:1 además tuvo que completar el partido como arquero.
Desde 2003, hasta su traspaso al fútbol argentino a mediados de 2005, disputó con la institución 78 encuentros y anotó 19 goles, pese a ser lateral derecho.

### River Plate
Para la temporada 2005-06, fichó por River Plate de la Primera División de Argentina, para reemplazar a Carlos Diogo, siendo el octavo refuerzo del club argentino. Su transferencia fue fácil debido a que en el club cruzado quedaba con su carta libre a final de año. Con el cuadro millonario Álvarez nunca pudo reafirmarse en el 11 estelar, pero si estuvo y presente en el equipo millonario jugando al lado de Marcelo Gallardo, Radamel Falcao y Gonzalo Higuaín.

### Retorno a Universidad Católica
Para la temporada 2007, donde el cuadro de Universidad Católica fichó al técnico José del Solar para preparar la temporada, tras no ser considerado por el entrenador de River Plate, Álvarez fichó su retornó a Universidad Católica en el año 2007 por un período de 6 meses para la nueva temporada.

### Beitar Jerusalén
En julio de 2007 decidió probar suerte en el Beitar Jerusalén del fútbol de Israel, antiguo club de Milovan Mirosevic, su compañero en Universidad Católica. Durante la temporada 2007-08 ganó con el club la Ligat ha'Al, la máxima categoría del fútbol de Israel, además con en el equipo logró coronarse dos veces campeón de la Copa Israel. 

### Jaguares de Chiapas
En la temporada 2009-2010, aceptó la oferta de emigrar del fútbol de Israel, pasando a formar parte del Jaguares de Chiapas de la Primera División del fútbol de México, por expresa petición de su técnico Luis Fernando Tena.

### Universitario de Deportes
A fines del 2010, fichó por el Club Universitario de Deportes del Perú, tras jugar media temporada, el 24 de junio de 2011 rescindió su contrato por mutuo acuerdo con la institución merengue para sellar su regreso a Universidad Católica.

### Tercera etapa en Universidad Católica
El 30 de junio de 2011 selló su retorno al cuadro Cruzado. Tras la salida de Milovan Mirosevic fue elegido el nuevo capitán del equipo. En 2011 disputó la final de la Copa Chile 2011 ante Magallanes, la ida se disputó en San Carlos de Apoquindo y favoreció 1-0 a Magallanes, con gol de Paulo Cárdenas. El partido de vuelta se jugó en el estadio Santa Laura-Universidad SEK. A dos minutos del final, Gazale convirtió el gol del triunfo para su equipo. Debido a que igualaron 1-1 en el marcador global, se debió definir el título a través de tiros desde el punto penal. Universidad Católica se impuso 4-2 en esa instancia.
El 2016 lograría con el equipo cruzado el Torneo Clausura 2016, la Supercopa de Chile y el bicampeonato del fútbol Chileno al ganar el Torneo Apertura 2016. A fines de mayo de 2017 anunció que a fin de año se retiraría del fútbol, pero al llegar la fecha, decidió jugar 1 año más.
En la penúltima fecha del Torneo Nacional 2018, después del partido contra O'Higgins y al saber que sería su último partido en el Estadio San Carlos de Apoquindo, es homenajeado por sus compañeros y por todo el público del estadio. En la fecha siguiente, el 2 de diciembre de 2018, Universidad Católica se enfrentó a Deportes Temuco, ganándole por 2 a 0 consagrándose campeón de un nuevo título nacional. El campeonato significó además el retiro futbolístico de su capitán Cristián Álvarez.

## Selección nacional

### Selecciones menores
Participó en la Selección chilena desde sus primeros años. Su primer campeonato internacional fue el Campeonato Sudamericano Sub-17 del año 1996. Posteriormente fue seleccionado nacional de la Sub-20 en los Campeonatos Sudamericanos de 1997, 1998 y 1999, jugando un total de 40 partidos. El año 2000 fue titular del plantel chileno Sub-23 que obtuvo medalla de bronce en los Juegos Olímpicos de Sídney 2000.

### Selección absoluta
Debutó en la selección chilena el 8 de octubre del año 2000 frente a Ecuador en un partido correspondiente a las eliminatorias del Mundial Corea - Japón 2002. Posteriormente, fue titular en La Roja durante las Eliminatorias del Mundial 2006. Ha vuelto a ser parte de la selección nacional dirigida por Marcelo Bielsa, en el proceso de Eliminatorias del Mundial 2010, participando en el encuentro contra Argentina, disputado en Buenos Aires, donde fue expulsado en el segundo tiempo. Siguió jugando en partidos frente a Uruguay y Paraguay, luego jugó un encuentro en el 2008 ante Israel donde Chile perdió por 0-1. Sin embargo no volvió a ser convocado hasta 2013 donde fue convocado por Jorge Sampaoli para los últimos partidos de las clasificatorias a Brasil 2014, pero no disputó ningún encuentro. Tampoco fue convocado al mundial.
Vuelve a la Selección nacional el 24 de abril de 2013, en un partido amistoso contra Brasil jugado en el nuevo Estadio Mineirao, que terminó empatado 2-2 y que sirvió como inauguración del futuro estadio mundialista. Cristián Álvarez disputó los 90 minutos. También apareció en un amistoso en 2014 ante Costa Rica. A partir de ahí no volvió a ser convocado.

### Participaciones internacionales

#### Participaciones con la selección sub-23
| Torneo                                         | Sede      | Resultado    |
| ---------------------------------------------- | --------- | ------------ |
| Sudamericano Sub-20 de 1999                    | Argentina | Primera fase |
| Torneo Preolímpico Sudamericano Sub-23 de 2000 | Brasil    | Sub-Campeón  |

#### Participaciones en Juegos Olímpicos
| Olimpiadas                      | Sede      | Resultado         | PJ | Goles |
| ------------------------------- | --------- | ----------------- | -- | ----- |
| Juegos Olímpicos de Sídney 2000 | Australia | Medalla de Bronce | 6  | 0     |

#### Participaciones en Copa América
| Torneo            | Sede | Resultado    |
| ----------------- | ---- | ------------ |
| Copa América 2004 | Perú | Primera fase |

#### Participaciones en Clasificatorias a Copas del Mundo
| Eliminatorias                    | País                  | Resultado           | Posición            | PJ | Goles |
| -------------------------------- | --------------------- | ------------------- | ------------------- | -- | ----- |
| Eliminatorias Corea y Japón 2002 | Corea del Sur y Japón | Eliminado           | 10.º                | 1  | 0     |
| Eliminatorias Alemania 2006      | Alemania              | Eliminado           | 7.º                 | 8  | 0     |
| Eliminatorias Sudáfrica 2010     | Sudáfrica             | Clasificado         | 2.º                 | 3  | 0     |
| Eliminatorias Brasil 2014        | Brasil                | Clasificado         | 3.º                 | 0  | 0     |
| Total de su carrera              | Total de su carrera   | Total de su carrera | Total de su carrera | 12 | 0     |

### Partidos internacionales
| Partidos internacionales | Partidos internacionales | Partidos internacionales                            | Partidos internacionales | Partidos internacionales | Partidos internacionales | Partidos internacionales | Partidos internacionales | Partidos internacionales           | Partidos internacionales |
| N.º                      | Fecha                    | Estadio                                             | Local                    | Resultado                | Visitante                | Goles                    | DT                       | Competición                        |                          |
| ------------------------ | ------------------------ | --------------------------------------------------- | ------------------------ | ------------------------ | ------------------------ | ------------------------ | ------------------------ | ---------------------------------- | ------------------------ |
| 1                        | 8 de octubre de 2000     | Estadio Olímpico Atahualpa, Quito, Ecuador          | Ecuador                  | 1-0                      | Chile                    |                          | Nelson Acosta            | Clasificatorias Corea & Japón 2002 |                          |
| 2                        | 30 de marzo de 2003      | Estadio Nacional, Santiago, Chile                   | Chile                    | 2-0                      | Perú                     |                          | Juvenal Olmos            | Amistoso                           |                          |
| 3                        | 2 de abril de 2003       | Estadio Nacional, Lima, Perú                        | Perú                     | 3-0                      | Chile                    |                          | Juvenal Olmos            | Amistoso                           |                          |
| 4                        | 30 de abril de 2003      | Estadio Nacional, Santiago, Chile                   | Chile                    | 1-0                      | Costa Rica               |                          | Juvenal Olmos            | Amistoso                           |                          |
| 5                        | 8 de junio de 2003       | Estadio Ricardo Saprissa, San José, Costa Rica      | Costa Rica               | 1-0                      | Chile                    |                          | Juvenal Olmos            | Amistoso                           |                          |
| 6                        | 20 de agosto de 2003     | Estadio Minyuan, Tianjin, China                     | China                    | 0-0                      | Chile                    |                          | Juvenal Olmos            | Amistoso                           |                          |
| 7                        | 6 de septiembre de 2003  | Estadio Monumental, Buenos Aires, Argentina         | Argentina                | 2-2                      | Chile                    |                          | Juvenal Olmos            | Clasificatorias Alemania 2006      |                          |
| 8                        | 18 de noviembre de 2003  | Estadio Nacional, Santiago, Chile                   | Chile                    | 0-1                      | Paraguay                 |                          | Juvenal Olmos            | Clasificatorias Alemania 2006      |                          |
| 9                        | 28 de abril de 2004      | Estadio Regional, Antofagasta, Chile                | Chile                    | 1-1                      | Perú                     |                          | Juvenal Olmos            | Amistoso                           |                          |
| 10                       | 6 de junio de 2004       | Estadio Nacional, Santiago, Chile                   | Chile                    | 1-1                      | Brasil                   |                          | Juvenal Olmos            | Clasificatorias Alemania 2006      |                          |
| 11                       | 13 de octubre de 2004    | Estadio Nacional, Santiago, Chile                   | Chile                    | 0-0                      | Argentina                |                          | Juvenal Olmos            | Clasificatorias Alemania 2006      |                          |
| 12                       | 17 de noviembre de 2004  | Estadio Nacional, Lima, Perú                        | Perú                     | 3-1                      | Chile                    |                          | Juvenal Olmos            | Clasificatorias Alemania 2006      |                          |
| 13                       | 9 de febrero de 2005     | Estadio Sausalito, Viña del Mar, Chile              | Chile                    | 3-0                      | Ecuador                  |                          | Juvenal Olmos            | Amistoso                           |                          |
| 14                       | 26 de marzo de 2005      | Estadio Nacional, Santiago, Chile                   | Chile                    | 1-1                      | Uruguay                  |                          | Juvenal Olmos            | Clasificatorias Alemania 2006      |                          |
| 15                       | 30 de marzo de 2005      | Estadio Defensores del Chaco, Asunción, Paraguay    | Paraguay                 | 2-1                      | Chile                    |                          | Juvenal Olmos            | Clasificatorias Alemania 2006      |                          |
| 16                       | 4 de septiembre de 2005  | Estadio Mané Garrincha, Brasilia, Brasil            | Brasil                   | 5-0                      | Chile                    |                          | Nelson Acosta            | Clasificatorias Alemania 2006      |                          |
| 17                       | 7 de septiembre de 2007  | Estadio Ernst Happel, Viena, Austria                | Suiza                    | 2-1                      | Chile                    |                          | Marcelo Bielsa           | Amistoso                           |                          |
| 18                       | 6 de septiembre de 2007  | Estadio Monumental, Buenos Aires, Argentina         | Argentina                | 2-0                      | Chile                    |                          | Marcelo Bielsa           | Clasificatorias Sudáfrica 2010     |                          |
| 19                       | 18 de noviembre de 2007  | Estadio Centenario, Montevideo, Uruguay             | Uruguay                  | 2-2                      | Chile                    |                          | Marcelo Bielsa           | Clasificatorias Sudáfrica 2010     |                          |
| 20                       | 21 de noviembre de 2007  | Estadio Nacional, Santiago, Chile                   | Chile                    | 0-3                      | Paraguay                 |                          | Marcelo Bielsa           | Clasificatorias Sudáfrica 2010     |                          |
| 21                       | 26 de marzo de 2008      | Estadio Ramat Gan, Ramat Gan, Israel                | Israel                   | 1-0                      | Chile                    |                          | Marcelo Bielsa           | Amistoso                           |                          |
| 22                       | 19 de noviembre de 2008  | Estadio El Madrigal, Villarreal, España             | España                   | 3-0                      | Chile                    |                          | Marcelo Bielsa           | Amistoso                           |                          |
| 23                       | 24 de abril de 2013      | Estadio Mineirão, Belo Horizonte, Brasil            | Brasil                   | 2-2                      | Chile                    |                          | Jorge Sampaoli           | Amistoso                           |                          |
| 24                       | 22 de enero de 2014      | Estadio Francisco Sánchez Rumoroso, Coquimbo, Chile | Chile                    | 4-0                      | Costa Rica               |                          | Jorge Sampaoli           | Amistoso                           |                          |
| Total                    | Total                    | Total                                               | Presencias               | 24                       | Goles                    | 0                        |                          |                                    |                          |

| Selección chilena | Selección chilena | Selección chilena |
| Año               | Partidos          | Goles             |
| ----------------- | ----------------- | ----------------- |
| 2000              | 1                 | 0                 |
| 2003              | 7                 | 0                 |
| 2004              | 4                 | 0                 |
| 2005              | 4                 | 0                 |
| 2007              | 4                 | 0                 |
| 2008              | 2                 | 0                 |
| 2013              | 1                 | 0                 |
| 2014              | 1                 | 0                 |
| Total             | 24                | 0                 |

## Estadísticas
| Club                         | Div           | Temporada     | Liga  | Liga  | Copas nacionales | Copas nacionales | Torneos internacionales | Torneos internacionales | Total | Total | Media goleadora |
| Club                         | Div           | Temporada     | Part. | Goles | Part.            | Goles            | Part.                   | Goles                   | Part. | Goles | Media goleadora |
| ---------------------------- | ------------- | ------------- | ----- | ----- | ---------------- | ---------------- | ----------------------- | ----------------------- | ----- | ----- | --------------- |
| Universidad Católica · Chile | 1.ª           | 1999          | 8     | 0     | 5                | 0                | —                       | —                       | 13    | 0     | 0.00            |
| Universidad Católica · Chile | 1.ª           | 2000          | 25    | 2     | 6                | 0                | 10                      | 0                       | 41    | 2     | 0.05            |
| Universidad Católica · Chile | 1.ª           | 2001          | 21    | 0     | —                | —                | 8                       | 0                       | 29    | 0     | 0.00            |
| Universidad Católica · Chile | 1.ª           | 2002          | 40    | 2     | —                | —                | 8                       | 0                       | 48    | 2     | 0.04            |
| Universidad Católica · Chile | 1.ª           | 2003          | 32    | 1     | —                | —                | 5                       | 2                       | 37    | 3     | 0.08            |
| Universidad Católica · Chile | 1.ª           | 2004          | 32    | 11    | —                | —                | —                       | —                       | 32    | 11    | 0.34            |
| Universidad Católica · Chile | 1.ª           | 2005          | 22    | 8     | —                | —                | —                       | —                       | 22    | 8     | 0.36            |
| River Plate Argentina        | 1.ª           | 2005-06       | 15    | 0     | —                | —                | 6                       | 0                       | 21    | 0     | 0.00            |
| River Plate Argentina        | 1.ª           | 2006-07       | 6     | 0     | —                | —                | —                       | —                       | 6     | 0     | 0.00            |
| River Plate Argentina        | Total club    | Total club    | 21    | 0     | 0                | 0                | 6                       | 0                       | 27    | 0     | 0.00            |
| Universidad Católica · Chile | 1.ª           | 2007          | 16    | 1     | —                | —                | —                       | —                       | 16    | 1     | 0.06            |
| Beitar Jerusalén Israel      | 1.ª           | 2007-08       | 26    | 2     | —                | —                | 2                       | 0                       | 28    | 2     | 0.07            |
| Beitar Jerusalén Israel      | 1.ª           | 2008-09       | 28    | 3     | —                | —                | 2                       | 0                       | 30    | 3     | 0.1             |
| Jaguares de Chiapas · México | 1.ª           | 2009-10       | 20    | 0     | 3                | 0                | —                       | —                       | 23    | 0     | 0.00            |
| Jaguares de Chiapas · México | Total club    | Total club    | 20    | 0     | 3                | 0                | 0                       | 0                       | 23    | 0     | 0.00            |
| Beitar Jerusalén Israel      | 1.ª           | 2010-11       | 9     | 0     | —                | —                | —                       | —                       | 9     | 0     | 0.00            |
| Beitar Jerusalén Israel      | Total club    | Total club    | 63    | 5     | 0                | 0                | 4                       | 0                       | 67    | 5     | 0.07            |
| Universitario · Perú         | 1.ª           | 2011          | 14    | 1     | —                | —                | —                       | —                       | 14    | 1     | 0.07            |
| Universitario · Perú         | Total club    | Total club    | 14    | 1     | 0                | 0                | 0                       | 0                       | 14    | 1     | 0.00            |
| Universidad Católica · Chile | 1.ª           | 2011          | 10    | 0     | 4                | 0                | 1                       | 0                       | 15    | 0     | 0.00            |
| Universidad Católica · Chile | 1.ª           | 2012          | 19    | 2     | 5                | 1                | 10                      | 0                       | 34    | 3     | 0.09            |
| Universidad Católica · Chile | 1.ª           | 2013          | 12    | 0     | —                | —                | —                       | —                       | 12    | 0     | 0.00            |
| Universidad Católica · Chile | 1.ª           | 2013-14       | 30    | 2     | 5                | 0                | 6                       | 2                       | 41    | 4     | 0.1             |
| Universidad Católica · Chile | 1.ª           | 2014-15       | 27    | 1     | —                | —                | 2                       | 0                       | 29    | 1     | 0.03            |
| Universidad Católica · Chile | 1.ª           | 2015-16       | 16    | 1     | 3                | 0                | 1                       | 0                       | 20    | 1     | 0.05            |
| Universidad Católica · Chile | 1.ª           | 2016-17       | 15    | 2     | 2                | 0                | 5                       | 0                       | 22    | 2     | 0.09            |
| Universidad Católica · Chile | 1.ª           | 2017          | 7     | 1     | 2                | 1                | —                       | —                       | 9     | 2     | 0.22            |
| Universidad Católica · Chile | 1.ª           | 2018          | 7     | 0     | —                | —                | —                       | —                       | 7     | 0     | 0.00            |
| Universidad Católica · Chile | Total club    | Total club    | 339   | 34    | 32               | 2                | 56                      | 4                       | 427   | 40    | 0.09            |
| Total carrera                | Total carrera | Total carrera | 457   | 40    | 35               | 2                | 66                      | 4                       | 558   | 46    | 0.08            |
| 1. 2. 3.                     |               |               |       |       |                  |                  |                         |                         |       |       |                 |

## Palmarés

### Torneos nacionales oficiales
| Título             | Equipo               | País   | Año     |
| ------------------ | -------------------- | ------ | ------- |
| Primera División   | Universidad Católica | Chile  | 2002-A  |
| Primera División   | Universidad Católica | Chile  | 2005-C  |
| Ligat ha'Al        | Beitar Jerusalén     | Israel | 2007-08 |
| Copa de Israel     | Beitar Jerusalén     | Israel | 2008    |
| Copa de Israel     | Beitar Jerusalén     | Israel | 2009    |
| Copa Chile         | Universidad Católica | Chile  | 2011    |
| Primera División   | Universidad Católica | Chile  | 2016-C  |
| Supercopa de Chile | Universidad Católica | Chile  | 2016    |
| Primera División   | Universidad Católica | Chile  | 2016-A  |
| Primera División   | Universidad Católica | Chile  | 2018    |

### Campeonatos internacionales
| Título           | Equipo            | País      | Año  |
| ---------------- | ----------------- | --------- | ---- |
| Juegos Olímpicos | Selección Chilena | Australia | 2000 |

### Capitán de Universidad Católica
| Predecesor: Nelson Parraguez Milovan Mirosevic | Capitán de Universidad Católica 2005 2011-2018 | Sucesor: Eduardo Rubio José Pedro Fuenzalida |